# Аланапське сільське поселення
Алана́пське сільське поселення (рос. Аланапское сельское поселение) — сільське поселення у складі Ульчського району Хабаровського краю Росії.
Адміністративний центр — село Аланап.

## Населення
Населення сільського поселення становить 159 осіб (2019; 228 у 2010, 366 у 2002).

## Склад
До складу сільського поселення входять:
| Населений пункт      | Населення, осіб (2002) | Населення, осіб (2010) |
| -------------------- | ---------------------- | ---------------------- |
| Аланап, село         | 362                    | 227                    |
| Стройучасток, селище | 4                      | 1                      |